# 黃寬 (乾隆進士)
黃寬（？—？），江南武進縣（今屬江蘇常州市）人，清朝官員。

## 生平
乾隆七年（1742年）壬戌科進士。乾隆三十一年（1766年）接替段玠，擔任台灣府淡水撫民同知。